# 848 Inna
A 848 Inna (ideiglenes jelöléssel 1915 XS) a Naprendszer kisbolygóövében található aszteroida. Grigorij Neujmin fedezte fel 1915. szeptember 5-én.